# Desperdicio alimenticio

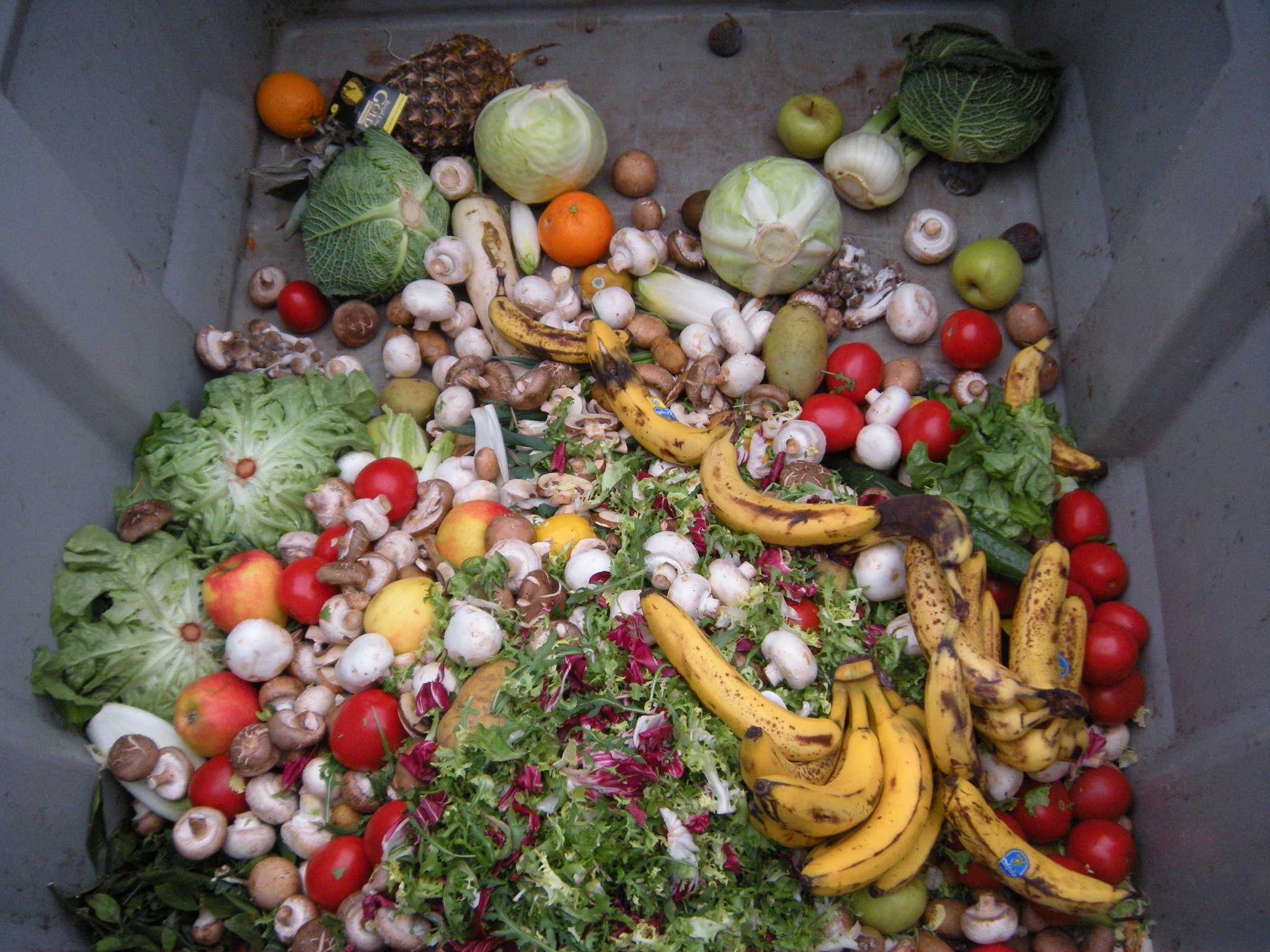
Frutas y verduras en un contenedor de basura, desechadas sin comer

El desperdicio o la pérdida de alimentos son alimentos que no se comen. Las causas del desperdicio o pérdida de alimentos son numerosas y ocurren en todo el sistema alimentario, durante la producción, procesamiento, distribución, venta al por menor y consumo. La pérdida y el desperdicio mundial de alimentos ocasiona que se pierdan entre un tercio y la mitad de todos los alimentos producidos a nivel global. En los países de bajos ingresos, la mayor parte de las pérdidas se producen durante la producción, mientras que en los países desarrollados gran parte de los alimentos  (unos 100 kilogramos (220,5 lb) por persona por año) se desperdicia en la etapa de consumo. El desperdicio de alimentos es una parte importante del impacto ambiental de la agricultura. La Organización de las Naciones Unidas para la Agricultura y la Alimentación estimó en 2014 que el desperdicio de alimentos que se pierde causa un costo económico, ambiental y social global de $ 2.6 billones al año y es responsable del 8 por ciento de las emisiones globales de gases de efecto invernadero. Además, los residuos de alimentos que no se manipulan o recuperan adecuadamente mediante técnicas como el compostaje, pueden tener muchas consecuencias ambientales negativas. Por ejemplo, el gas de vertedero procedente de la digestión anaeróbica de materia orgánica es una fuente importante de metano, un gas de efecto invernadero, y el fósforo no recuperado en los desechos alimentarios conduce a una mayor extracción de fosfato. Además, reducir el desperdicio de alimentos en todas las partes del sistema alimentario es una parte importante de la reducción del impacto ambiental de la agricultura, al reducir la cantidad total de agua, tierra y otros recursos necesarios para alimentar a la comunidad mundial.

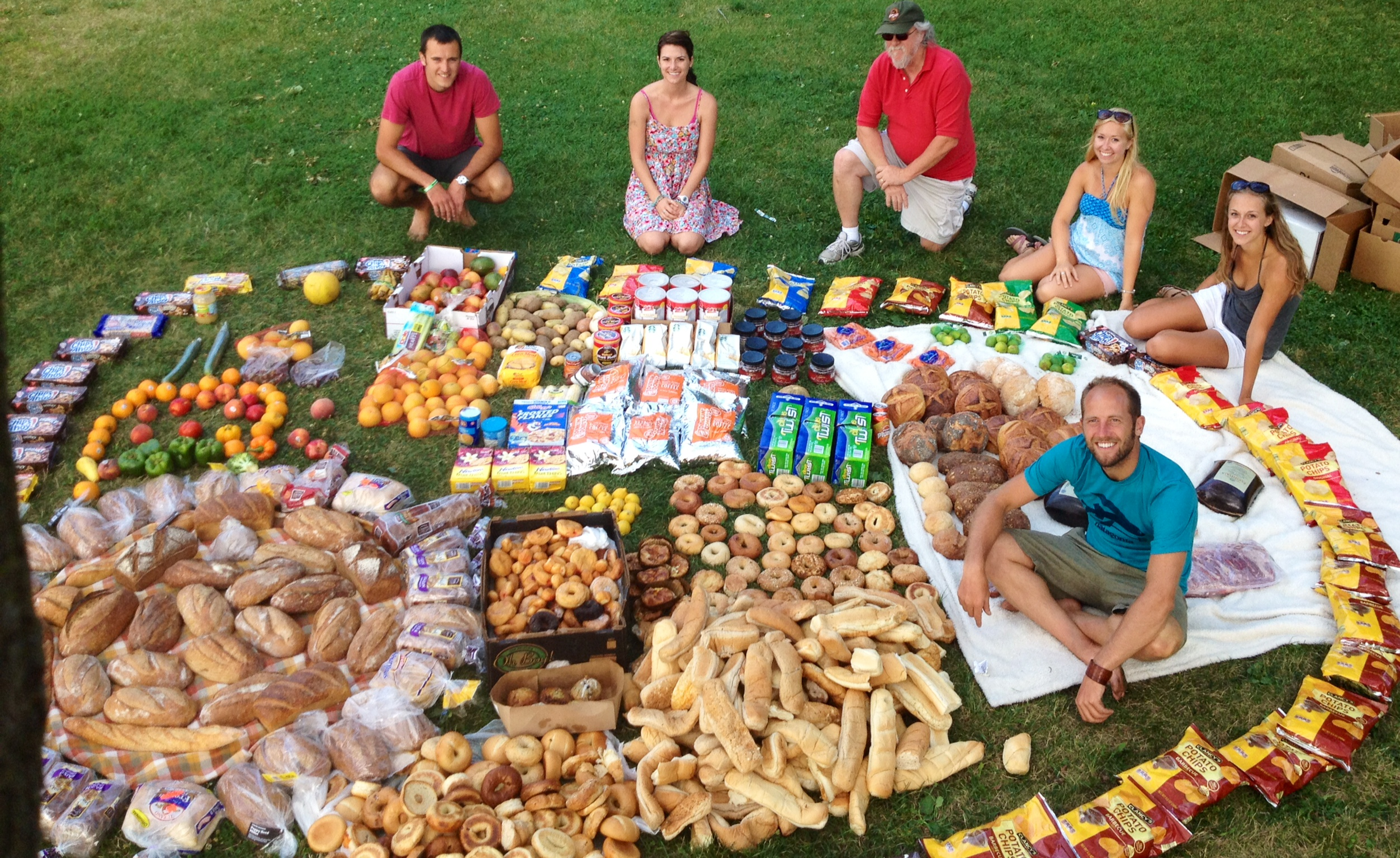
Alimentos recuperados por el crítico de desperdicios de alimentos Rob Greenfield en Madison, Wisconsin, en dos días de recuperación de contenedores de basura.

La comunidad internacional ha identificado la reducción del desperdicio de alimentos como una parte importante del desarrollo de una economía sostenible, en línea con el Objetivo de Desarrollo Sostenible 12, que busca "Reducir a la mitad el desperdicio mundial de alimentos per cápita". Además, las estrategias de mitigación del cambio climático destacan la reducción del desperdicio de alimentos. Por ejemplo, el Proyecto Drawdown describe la reducción del desperdicio de alimentos como una de las formas más efectivas de reducir las emisiones de dióxido de carbono.

## Definición

### Naciones Unidas
Un estudio (2011) del Instituto Sueco para la Alimentación y la Biotecnología, en nombre de la Organización de las Naciones Unidas para la Agricultura y la Alimentación (FAO), titulado "Pérdida y desperdicio de alimentos en nivel mundial", distingue entre "pérdida de alimentos" y "desperdicio de alimentos", y ofrece definiciones:
- La pérdida de alimentos mide la disminución de la biomasa comestible (excluidas las partes no comestibles y las semillas) en toda la parte de la cadena de suministro específicamente dedicada a los alimentos comestibles para el consumo humano, es decir, las pérdidas en la producción, después de la cosecha y las etapas de transformación. Esta definición de pérdidas incluye la biomasa inicialmente destinada al consumo humano pero finalmente utilizada para otros fines, como combustible o alimentación animal.
- El desperdicio de alimentos es la pérdida de alimentos que tiene lugar durante las fases de venta al por menor y de consumo final debido al comportamiento de los minoristas y los consumidores, que es arrojar los alimentos como desperdicio.

### Agencia de Protección Ambiental de los Estados Unidos
La Agencia de Protección Ambiental de los Estados Unidos lo define como "desperdicios de comida preparada o comida que no se ha comido de residencias y establecimientos comerciales como tiendas de comestibles, restaurantes, y locales de producción, cafeterías y cocinas institucionales y fuentes industriales como los comedores de empleados. El impacto de los desechos alimenticios no es solo financiero. El medio ambiente es uno de los grandes afectados por los desperdicios ya que estos suponen el uso de fertilizantes y pesticidas. Además, el empleo de gasolina para su transporte genera metano, uno de los gases más dañinos para el efecto invernadero y el cambio climático. En este sentido, el metano es 23 veces más potente que el dióxido carbono. De igual modo, los vertederos contribuyen de manera significante al calentamiento global.

### Otras definiciones
Las definiciones de la ONU y la UE han sido criticadas por incluir alimentos que se destinan a un uso productivo no alimentario en sus definiciones de desperdicio de alimentos. Según los autores de un estudio, esto es defectuoso por dos razones: "Primero, si los alimentos recuperados se usan como insumo, como alimento para animales, fertilizantes o biomasa para producir, entonces, por definición, no se desperdician. Sin embargo, podría haber pérdidas económicas si el costo de los alimentos recuperados es más alto que el costo promedio de los insumos en el uso alternativo, no alimentario. En segundo lugar, la definición crea problemas prácticos para medir el desperdicio de alimentos porque la medición requiere rastrear la pérdida de alimentos en cada etapa del suministro cadena y su proporción que fluye a usos no alimentarios ". Los autores del estudio argumentan que solo los alimentos que terminan en vertederos deben contarse como desperdicios de alimentos. 

## Causas

### Producción
En los Estados Unidos, el desperdicio de alimentos puede ocurrir en la mayoría de las etapas de la industria alimentaria y en cantidades significativas. En la agricultura de subsistencia, se desconocen las cantidades de desperdicio de alimentos, pero es probable que sean insignificantes en comparación, debido a las etapas limitadas en que pueden ocurrir desperdicios, y dado que los alimentos se cultivan para la necesidad proyectada en lugar de la demanda del mercado global. Sin embargo, las pérdidas en el almacenamiento en la granja en los países en desarrollo, particularmente en los países africanos, pueden ser altas, aunque la naturaleza exacta de tales pérdidas es muy debatida.
En la industria alimentaria de los Estados Unidos, cuyo suministro de alimentos es el más diverso y abundante de cualquier país del mundo, los desechos se producen desde el comienzo de la cadena de producción de alimentos. Desde la siembra, los cultivos pueden estar sujetos a infestaciones de plagas y condiciones climáticas severas, que causan pérdidas antes de la cosecha.Dado que las fuerzas naturales (p. Ej., La temperatura y la precipitación) siguen siendo los principales impulsores del crecimiento de los cultivos, todas las formas de agricultura al aire libre pueden experimentar pérdidas debido a estas. En promedio, las granjas en los Estados Unidos pierden hasta seis mil millones de libras de cultivos cada año debido a estas condiciones impredecibles. El uso de maquinaria en la cosecha puede causar desperdicio, ya que los recolectores pueden ser incapaces de discernir entre cultivos maduros e inmaduros, o recolectar solo parte de un cultivo. Factores económicos, como las normas y estándares de calidad y apariencia, también causan desperdicio de alimentos; los agricultores a menudo cosechan selectivamente, prefiriendo dejar los cultivos no estándar en el campo (donde pueden usarse como fertilizante o alimento para animales), ya que de lo contrario serían descartados más adelante . Este método para eliminar productos no deseados de la recolección de la cosecha, los sitios de distribución y las tiendas de comestibles se llama Culling. El USDA define el sacrificio como "la eliminación individual de plantas genéticamente indeseables, inferiores, débiles, enfermas o infestadas de una siembra para garantizar el nivel de pureza genética o vigor del cultivo". Sin embargo, generalmente cuando se produce el sacrificio en las etapas de producción, procesamiento de alimentos, venta minorista y consumo, es eliminar o eliminar los productos con un aspecto extraño o imperfecto en lugar de productos que se echan a perder o no son seguros para comer. En las áreas urbanas, los árboles frutales y de nueces a menudo no se cosechan porque las personas no se dan cuenta de que la fruta es comestible o temen que esté contaminada, a pesar de las investigaciones que demuestran que la fruta urbana es segura para el consumo.

### Procesamiento de alimentos
El desperdicio de alimentos continúa en la etapa posterior a la cosecha, pero las cantidades de pérdida posterior a la cosecha involucradas son relativamente desconocidas y difíciles de estimar : Independientemente, la variedad de factores que contribuyen al desperdicio de alimentos, tanto biológicos / ambientales como socio -económico, limitaría la utilidad y fiabilidad de las cifras generales. En el almacenamiento, se pueden atribuir pérdidas cuantitativas considerables a las plagas y microorganismos. Este es un problema particular para los países que experimentan una combinación de calor (alrededor de 30 °C) y humedad ambiental (entre 70 y 90 por ciento) , ya que tales condiciones fomentan la reproducción de plagas de insectos y microorganismos. Las pérdidas en el valor nutricional, el valor calórico y la comestibilidad de los cultivos, por los extremos de temperatura, humedad o la acción de los microorganismos, también representan el desperdicio de alimentos. Se generan pérdidas adicionales en el manejo de los alimentos y por la contracción en peso o volumen.
Algunos de los desperdicios de alimentos producidos por el procesamiento pueden ser difíciles de reducir sin afectar la calidad del producto terminado. Las regulaciones de seguridad alimentaria pueden reclamar alimentos que contradicen los estándares antes de que lleguen a los mercados. Aunque esto puede entrar en conflicto con los esfuerzos para reutilizar el desperdicio de alimentos (como en la alimentación animal), existen normas de seguridad para garantizar la salud del consumidor; son de vital importancia, especialmente en el procesamiento de alimentos de origen animal (por ejemplo, carne y productos lácteos), ya que los productos contaminados de estas fuentes pueden generar peligros microbiológicos y químicos y están asociados con ellos.

### Al por menor
El embalaje protege los alimentos de daños durante su transporte desde granjas y fábricas a través de almacenes hasta la venta al por menor, además de preservar su frescura a su llegada. Aunque evita un considerable desperdicio de alimentos, el embalaje puede comprometer los esfuerzos para reducir el desperdicio de alimentos de otras maneras, como contaminando los desperdicios que podrían usarse para la alimentación de los animales.
En 2013, el Consejo de Defensa de Recursos Naturales (NRDC) sin fines de lucro realizó una investigación que, según afirman, sugiere que la principal causa del desperdicio de alimentos en Estados Unidos se debe a la incertidumbre sobre las fechas de vencimiento de los alimentos, como la confusión en descifrar mejor antes, vender o usar -por fechas. Junto con la Ley de Harvard, el NRDC produjo un estudio llamado The Dating Game: How Confusion Food Date Labels conduce al desperdicio de alimentos en Estados Unidos. Este estudio con sede en los Estados Unidos analizó las leyes entrelazadas que conducen al etiquetado a resultar poco claro y errático. Esta incertidumbre lleva a los consumidores a tirar los alimentos, la mayoría de las veces porque piensan que los alimentos pueden ser inseguros o malinterpretan completamente el etiquetado de los alimentos. La falta de regulación en el etiquetado puede dar lugar a la eliminación de grandes cantidades de alimentos del mercado en general. 
Las tiendas minoristas tiran grandes cantidades de alimentos. Por lo general, esto consiste en artículos que han alcanzado su mejor momento, fechas de caducidad o caducidad. Los alimentos que pasaron el mejor tiempo antes y la fecha de caducidad, e incluso algunos alimentos que pasaron la fecha de caducidad aún son comestibles en el momento de la eliminación, pero las tiendas tienen políticas muy diferentes para manejar el exceso de alimentos. Algunas tiendas se esfuerzan por evitar el acceso a las personas pobres o sin hogar, mientras que otras trabajan con organizaciones benéficas para distribuir alimentos. Los minoristas también contribuyen al desperdicio como resultado de sus acuerdos contractuales con los proveedores. Si no se suministran las cantidades acordadas, los agricultores o procesadores pueden ser cancelados.Como consecuencia, planean producir más de lo que realmente se requiere para cumplir con el contrato, para tener un margen de error. La producción excedente a menudo simplemente se elimina. Los minoristas generalmente tienen estándares cosméticos estrictos para los productos, y si las frutas o verduras están deformadas o tienen hematomas superficiales, a menudo no se colocan en el estante. En los Estados Unidos, se estima que cada año se desperdician seis mil millones de libras de productos debido a su apariencia. El USDA publica pautas utilizadas como una evaluación de referencia por parte de los distribuidores de productos, supermercados, restaurantes y otros consumidores para evaluar la calidad de los alimentos. Estas pautas y su calificación están disponibles en su sitio web. Por ejemplo, las manzanas se clasifican por su tamaño, color, residuo de cera, firmeza y apariencia de la piel. Si una manzana ocupa un lugar destacado en estas categorías y muestra casi ningún defecto superficial, se clasifica como "EE. UU. Extra Fancy "o" U.S. Fantasía ”, estas son las calificaciones típicas que buscan las tiendas de comestibles al comprar sus productos.  
Las manzanas con niveles de apariencia subóptimos se clasifican como "EE. UU. Número 1 "o" Utilidad "y normalmente no se compran para venta minorista, como recomiendan las fuentes de comercialización de productos, a pesar de ser seguros y comestibles. 
La industria pesquera también contribuye a la cantidad anual de desperdicio de alimentos debido a los estándares cosméticos que los peces cumplen. Casi "2.3 millones de toneladas de pescado (se) descartan en el Atlántico Norte y el Mar del Norte cada año". Aproximadamente del 40 al 60 por ciento de "todos los peces capturados en Europa se descartan, ya sea porque son del tamaño incorrecto o de la especie". Para abordar esto, hay muchas campañas enfocadas en aumentar la conciencia de los minoristas y consumidores sobre los alimentos que no cumplen con ciertos requisitos. normas de apariencia. 

### Consumo
Los consumidores son directa e indirectamente responsables de desperdiciar una gran cantidad de alimentos, lo que podría evitarse en gran parte si estuvieran dispuestos a aceptar alimentos subóptimos (SOF) que se desvían de las características sensoriales (formas extrañas, decoloraciones) o tienen una fecha de caducidad. se acerca o ha pasado, pero todavía está perfectamente bien para comer. COSUS (Consumidores en una cadena de suministro de alimentos sostenibles) es un proyecto de investigación de SUSFOOD ERA-net bajo el tema 'Comprender el comportamiento del consumidor para fomentar una (más) opción sostenible de alimentos'. Hay organizaciones en todo el país que trabajan para rescatar y redistribuir alimentos a los necesitados. Muchos de estos dependen del apoyo voluntario. Algunos de ellos son Feeding America, Food Recovery Network y Community Plates.

## Estimaciones globales
La FAO estima que cada año se pierde o se desecha aproximadamente un tercio de la comida producida en todo el mundo para consumo humano, unos 1 300 millones de toneladas. Los países industrializados y aquellos en desarrollo dilapidan más o menos la misma cantidad de alimentos: 670 y 630 millones de toneladas respectivamente.
Las cifras se dan en el estudio global de 2011.
|                                             | Total  | A nivel de producción y ventas | Por los consumidores |
| ------------------------------------------- | ------ | ------------------------------ | -------------------- |
| Europa                                      | 280 kg | 190 kg                         | 90 kg                |
| América del Norte y Océania                 | 295 kg | 185 kg                         | 110 kg               |
| Asia industrializada                        | 240 kg | 160 kg                         | 80 kg                |
| África subsahariana                         | 160 kg | 155 kg                         | 5 kg                 |
| África del Norte, del Oeste y Asia centrale | 215 kg | 180 kg                         | 35 kg                |
| Asia del Sur y del Sureste                  | 125 kg | 110 kg                         | 15 kg                |
| América Latina                              | 225 kg | 200 kg                         | 25 kg                |

Otras conclusiones del estudio:
- Los consumidores de los países más ricos malgastan prácticamente la misma cantidad de comida (222 millones de toneladas) que la producción neta de alimentos del África Subsahariana (230 millones de toneladas).
- Los desechos y comida que se pierden cada año equivalen a más de la mitad del cultivo de cereales mundial(2,3 billones de toneladas en 2009-2010).
- La pérdida y desperdicio de alimentos suponen además un importante gasto de agua, tierra, trabajo y capital que inevitablemente favorece el efecto invernadero y por tanto, el calentamiento global y el cambio climático.
- En países en vías de desarrollo, la mayor parte de los desechos y pérdidas se producen en la primera fase de la producción, estos podrían ser controlados con técnicas de gestión y financieras que mejoren el almacenamiento y conservación de los alimentos. Reforzar ese proceso a través de la ayuda a granjeros, inversiones en infraestructuras y transporte ayudaría a reducir los alimentos que se pierden y se desechan.
- En países con nivel de ingresos medio o alto, la mayor parte de los desechos tienen lugar en la fase final del proceso productivo. Los consumidores juegan un papel importante en estos países a la hora de generar desperdicios. Además, un estudio mostró la falta de coordinación entre los distintos actores de la producción de alimentos. Acuerdos entre granjeros y productores podrían ayudar a mejorar esa situación. Por otra parte, una mayor conciencia en la industria, el comercio y los consumidores y el aprovechamiento de esa comida que más tarde es desperdiciada, ayudarían a reducir las pérdidas y desechos alimenticios.
- Cada año se producen desembarques de entre 100 y 130 millones de toneladas de pescado, de los cuales 30 millones de toneladas son descartados.

### Países individuales

#### Australia
Cada año en Nueva Gales del Sur, más de 25 millones de comidas son entregadas por la organización benéfica OzHarvest de alimentos que de otra forma se desperdiciarían. [55] Cada año, la economía australiana pierde 20 mil millones de dólares en desperdicio de alimentos. Esto tiene un impacto ambiental crucial a través del desperdicio de recursos utilizados para producir, fabricar, empaquetar y distribuir esos alimentos.
Además, se estima que los alimentos desechados en los vertederos generan 7,6 millones de toneladas de CO2. También es la causa del olor, la lixiviación y la generación potencial de enfermedades. En marzo de 2019, el Ministerio de Medio Ambiente de Australia compartió los hallazgos clave de la línea de base nacional de desperdicio de alimentos de Australia, lo que facilitará el seguimiento del progreso hacia su objetivo de reducir a la mitad el desperdicio de alimentos de Australia para 2030.
El gobierno australiano tomó muchas iniciativas para ayudar a lograr este objetivo. De hecho, financiaron $ 1.2 millones en organizaciones que invierten en sistemas de energías renovables para almacenar y transportar alimentos. También financiaron más de $ 10 millones para la investigación sobre la reducción del desperdicio de alimentos. Los gobiernos locales también han implementado programas como sesiones de información sobre el almacenamiento de alimentos y el compostaje, el desvío de desechos de restaurantes y cafeterías de los vertederos a instalaciones de reciclaje compartidas y la donación de alimentos a organizaciones que de otro modo se desperdiciarían.

#### Canadá
En Canadá, el 58% de todos los alimentos se desperdician, lo que equivale a 35,5 millones de toneladas de alimentos por año. El valor de esta comida perdida es equivalente a CA $ 21 mil millones. Tales cantidades de alimentos serían suficientes para alimentar a todos los canadienses durante cinco meses. Se estima que alrededor de un tercio de estos desechos podrían salvarse y enviarse a los necesitados. Hay muchos factores que contribuyen, por lo que tales residuos a gran escala. 
Solo la fabricación y el procesamiento de alimentos conlleva costos de CA $ 21 mil millones, o 4.82 millones de toneladas. Por hogar, se estima que se pierden $ 1,766 en pérdida y desperdicio de alimentos. El Gobierno de Canadá identifica tres factores principales que contribuyen a la basura doméstica: (1) comprar demasiada comida y no comerla antes de que se estropee, (2) un mal funcionamiento o un empaque mal diseñado que no impida las tasas de contaminación o deterioro, y (3) eliminación inadecuada de los alimentos: usar contenedores de basura en lugar de aquellos destinados a desechos orgánicos.
Canadá, Estados Unidos y México están trabajando juntos bajo la Comisión de Cooperación Ambiental para abordar el grave problema del desperdicio de alimentos en América del Norte.
Canadá está trabajando específicamente de las siguientes maneras para reducir el desperdicio de alimentos:
- Canadá se comprometió a consultar sobre estrategias en la Estrategia sobre contaminantes climáticos de corta duración para reducir el desperdicio de alimentos evitable dentro del país. Esto ayudará a reducir las emisiones de metano de los vertederos canadienses.
- El gobierno ha implementado una Política Alimentaria para Canadá, que es un movimiento hacia un sistema alimentario más sostenible.
- En febrero de 2019, el gobierno reunió a varios expertos de diferentes sectores para compartir ideas y discutir oportunidades para medir y reducir la pérdida y el desperdicio de alimentos en toda la cadena de suministro de alimentos.

#### Dinamarca
Según el Ministerio del Medio Ambiente (Dinamarca), cada año se desperdician más de 700.000 toneladas de alimentos en Dinamarca en toda la cadena de valor de los alimentos, desde la granja hasta la mesa. Debido al trabajo del movimiento Stop Wasting Food de la activista Selina Juul, Dinamarca ha logrado una reducción nacional del desperdicio de alimentos en un 25% en 5 años (2010–2015).

#### Francia
En Francia, se producen aproximadamente 1.3–1.9 millones de toneladas de desperdicio de alimentos por persona cada año. De los 10 millones de toneladas de alimentos que se pierden o desperdician en el país, 7,1 millones de toneladas de alimentos desperdiciados en el país, solo el 11% proviene de los supermercados. Esto no solo le cuesta a los franceses € 16 mil millones por año, sino que también el impacto negativo en el medio ambiente también es impactante. En Francia, el desperdicio de alimentos emite 15.3 millones de toneladas de CO2, lo que representa el 3% de la emisión total de CO2 del país. En respuesta a este problema, Francia se ha convertido en el primer país del mundo en aprobar una legislación unánime que prohíbe a los supermercados tirar o destruir alimentos no vendidos. En cambio, se espera que los supermercados donen dichos alimentos a organizaciones benéficas y bancos de alimentos. Además de donar alimentos, muchas empresas afirman que evitan el desperdicio de alimentos vendiendo productos que pronto se desperdiciarán a precios reducidos. El Pacto nacional contra el desperdicio de alimentos en Francia ha esbozado once medidas para lograr la reducción del desperdicio de alimentos a la mitad para 2025.

#### Hungría
Según la investigación de la Oficina Nacional de Seguridad de la Cadena Alimentaria, un consumidor húngaro promedio genera 68 kg de desperdicio de alimentos anualmente. El 49% de esta cantidad sería evitable.

#### Holanda
Según una publicación del informe de Wageningen University and Research, se estima que en los Países Bajos, entre el 30% y el 50% de todos los alimentos producidos se pierden o se tiran. En total, las personas en los Países Bajos desperdician al menos 9,5 millones de toneladas de alimentos por año, por un valor de al menos 4.400 millones de euros.

#### Singapur
En Singapur, en 2014 se desperdiciaron 788.600 toneladas (776.100 toneladas largas; 869.300 toneladas cortas) de alimentos. De eso, se reciclaron 101.400 toneladas (99.800 toneladas largas; 111.800 toneladas cortas). Como Singapur tiene una capacidad agrícola limitada, el país gastó alrededor de S $ 14.8 mil millones (US $ 10.6 mil millones) en la importación de alimentos en 2014. US $ 1.4 mil millones terminan siendo desperdiciados, o el 13 por ciento.

#### Reino Unido
En el Reino Unido, 6,700,000 toneladas (6,590,000 toneladas largas; 7,390,000 toneladas cortas) por año de comida desperdiciada (comida comprada y comestible que se desecha) asciende a un costo de £ 10.2 mil millones cada año. Esto representa costos de £ 250 a £ 400 por año por hogar.

#### Estados Unidos
En Estados Unidos se desechan cada año un 30% de todos los alimentos producidos, lo que supone un valor de 48,3 billones de dólares (32,5 billones de euros). Se calcula que la mitad del agua empleada para la producción de esos alimentos también es desperdiciada. (Jones, 2004 cited in Lundqvist et al., 2008). El desecho de materias orgánicas en Estados Unidos es el segundo componente más abundante de los vertederos, que son a su vez la principal fuente de emisión de gas metano.

#### Europa
Según los últimos datos de la Comisión Europea (2012), el desperdicio alimentario en los países de la Unión asciende a unos 88 millones de toneladas anuales o 173  kg por persona, lo que supone cerca del 20 por ciento de todos los alimentos producidos, un coste de 143.000 millones de euros y genera 170 million de toneladas de CO2 emitidas en la producción y eliminación de residuos alimentarios en la Union Europea. Europa genera el 14% del desperdicio mundial de alimentos y España es el séptimo país que más desperdicia del continente con 7,7 millones de toneladas.
En España (2010), el desperdicio total de  alimentos alcanza los 173  kg por persona. El Ministerio de Agricultura, Pesca y Alimentación (MAPA) indica en su último informe que en los hogares españoles se tira un 18 por ciento de los alimentos que se compran con un coste asociado que puede alcanzar hasta los 240 euros por persona.
Según la Union Europea (2010) el país que más malgasta alimentos son los Países Bajos (541 kilogramos por persona) y Eslovenia es él que menos desperdicie alimentos (72 kilogramos por persona).

## Impacto en el medio ambiente
Según la Organización de las Naciones Unidas para la Agricultura y la Alimentación (FAO), el desperdicio de alimentos es responsable del 8 por ciento de las emisiones mundiales de gases de efecto invernadero producidas por el hombre. La FAO concluye que casi el 30 por ciento de todas las tierras agrícolas disponibles en el mundo (1.400 millones de hectáreas) se utilizan para alimentos producidos pero no consumidos. La huella global de agua azul del desperdicio de alimentos es de 250 km³, es decir, la cantidad de agua que fluye anualmente a través del Volga o 3 veces el lago de Ginebra.
Cuando hablamos del impacto en el medio ambiente no solo pensamos en esos desechos que ya no cumplen con su propósito, sino que también se desperdician el agua, la tierra y la energía que necesitó cada alimento para su producción, además no solo se ve afectado en el proceso de producción también en el transporte y por último el consumo.

## Reducción
La respuesta al problema del desperdicio de alimentos en todos los niveles sociales ha variado enormemente, incluidas las campañas de grupos asesores y ambientalistas, y la atención concentrada de los medios sobre el tema.

#### Marketing de consumo
Una forma de lidiar con el desperdicio de alimentos es reducir su creación. Los consumidores pueden reducir el deterioro planificando sus compras de alimentos, evitando compras espontáneas potencialmente innecesarias y almacenando los alimentos adecuadamente (y también evitando una acumulación demasiado grande de existencias perecederas). [83] Se ha demostrado que las campañas educativas generalizadas son una forma efectiva de reducir el desperdicio de alimentos. [85] Una campaña británica llamada "Love Food, Hate Waste" ha creado conciencia sobre las medidas preventivas para abordar el desperdicio de alimentos para los consumidores. A través de anuncios, información sobre el almacenamiento y la preparación de alimentos y la educación en la tienda, el Reino Unido observó una disminución del 21% en el desperdicio evitable de alimentos domésticos en el transcurso de 5 años. Otra posible solución es el "embalaje inteligente", que indicaría cuándo los alimentos se echan a perder con mayor precisión que las fechas de vencimiento, por ejemplo, con tinta sensible a la temperatura, plástico que cambia de color cuando se expone al oxígeno, o geles que cambia de color con el tiempo. 
Una iniciativa en Curitiba, Brasil, llamada Cambio Verde, permite a los agricultores proporcionar productos excedentes (productos que de otro modo descartarían debido a precios demasiado bajos) a las personas que llevan vidrio y metal a las instalaciones de reciclaje (para alentar una mayor reducción de desechos). En Europa, la Red de emprendedores excedentes de alimentos (FSE Network) coordina una red de empresas sociales e iniciativas sin fines de lucro con el objetivo de difundir las mejores prácticas para aumentar el uso de alimentos excedentes y la reducción del desperdicio de alimentos. 

## Disposición
Como alternativas al vertedero, el desperdicio de alimentos se puede compostar para producir tierra y fertilizantes, alimentar a los animales o usar para producir energía o combustible.

### Vertederos y gases de efecto invernadero
Tirar los desperdicios de comida en un vertedero causa olor a medida que se descompone, atrae moscas y alimañas, y tiene el potencial de agregar demanda biológica de oxígeno (DBO) al lixiviado. La Directiva de vertederos de la Unión Europea y las Regulaciones sobre desechos, como las regulaciones en otros países, Prohíben desviar los desechos orgánicos de la disposición de vertederos por estas razones. A partir de 2015, los desechos orgánicos de los restaurantes de la ciudad de Nueva York serán prohibidos en los vertederos.
En países como los Estados Unidos y el Reino Unido, los restos de comida constituyen alrededor del 19% de los desechos enterrados en los vertederos, donde se biodegrada muy fácilmente y produce metano, un poderoso gas de efecto invernadero.
El metano, o CH4, es el segundo gas de efecto invernadero más frecuente que se libera al aire, también producido por los vertederos en los EE. UU. Aunque el metano pasa menos tiempo en la atmósfera (12 años) que el CO2, es más eficiente para atrapar la radiación. Es 25 veces mayor el impacto del cambio climático que el CO2 en un período de 100 años. Los humanos representan más del 60% de las emisiones de metano a nivel mundial.

### La alimentación animal
Anualmente se descartan grandes cantidades de pescado, carne, lácteos y granos a escala mundial, cuando se pueden usar para otras cosas que no sean el consumo humano. La alimentación de restos de comida a animales domesticados como cerdos o pollos es, históricamente, la forma más común de lidiar con el desperdicio de alimentos en el hogar. Los animales convierten aproximadamente dos tercios de sus alimentos ingeridos en gases o desechos fecales, mientras que el último tercio se digiere y se reutiliza como carne o productos lácteos. También hay diferentes formas de cultivar productos y alimentar al ganado que en última instancia podrían reducir el desperdicio.
El pan y otros productos de cereales desechados de la cadena alimentaria humana podrían usarse para alimentar a los pollos. A los pollos se les ha dado tradicionalmente mezclas de granos de desecho y subproductos de molienda en una mezcla llamada rasguño de pollo. Además, dar sobras de mesa a los pollos de traspatio es una gran parte del reclamo de sostenibilidad de ese movimiento, aunque no todos los productores de pollos de traspatio lo recomiendan. Los rumiantes y los cerdos también han sido alimentados con desechos de panadería durante mucho tiempo.
Ciertos desperdicios de alimentos (como la carne) también pueden usarse como alimento en la cría de gusanos. Los gusanos pueden ser alimentados a otros animales. En China, algunos desechos de alimentos se procesan al alimentarlos a las cucarachas.

### Compostaje
El desperdicio de alimentos puede biodegradarse mediante compostaje y reutilizarse para fertilizar el suelo. El compostaje es el proceso aeróbico completado por microorganismos en el que las bacterias descomponen el desperdicio de alimentos en materiales orgánicos más simples que luego pueden usarse en el suelo.
Al redistribuir nutrientes y altas poblaciones de microbios, el compost reduce la escorrentía del agua y la erosión del suelo al mejorar la penetración de la lluvia, que se ha demostrado que reduce la pérdida de sedimentos, nutrientes y pesticidas en las corrientes en un 75-95%.
El compostaje tradicional utiliza microbios para realizar la descomposición, un proceso que es más eficiente utilizando microbios de baja, media y alta temperatura (psicrófilos, mesofílicos y termófilos, respectivamente). [100] Las altas temperaturas requeridas por los microorganismos termofílicos son lo suficientemente altas como para matar los patógenos, lo que hace que el producto de este compostaje tradicional sea satisfactorio para su uso en el suelo de acuerdo con los estándares de la Agencia de Protección Ambiental de los Estados Unidos (EPA). El proceso de descomposición tradicional requiere un largo período de tiempo y energía adicional gastada para girar el material con frecuencia y mantener el proceso aeróbico.El compostaje por microbios termofílicos puede conducir a la pérdida de nutrientes y el producto de compost es heterogéneo, con el potencial de niveles más altos de contaminantes que pueden ser dañinos si se usan en la agricultura. Un método alternativo de compostaje es vermicompostaje.  
Vermicomposting es la práctica de alimentar restos a gusanos que producen tierra fertilizada como subproducto. El proceso de compostaje con lombrices de tierra se completa en un corto período de tiempo y no requiere energía adicional para girar y mantener procesos aeróbicos, ya que estas acciones ya las realizan los gusanos. Para mantener vivos a los gusanos, el medio ambiente debe mantenerse por debajo de los 35 °C, lo que hace que este compost no sea apto para su uso en la agricultura de acuerdo con los estándares de la EPA. El producto del vermicompostaje es homogéneo y generalmente contiene niveles más bajos de contaminantes que el compostaje tradicional. Algunos buscan integrar el vermicompostaje y el compostaje tradicional en un esfuerzo por maximizar la eficiencia mientras producen un producto orgánico de alta calidad que puede usarse en la agricultura. 
El compostaje de los desperdicios de alimentos conduce a una disminución en la cantidad de gases de efecto invernadero liberados a la atmósfera. En los vertederos, los desechos de alimentos orgánicos se descomponen anaeróbicamente, produciendo gas metano que se emite a la atmósfera. Cuando este desecho biodegradable se composta, se descompone aeróbicamente y no produce metano, sino que produce compost orgánico que luego puede utilizarse en la agricultura. Recientemente, la ciudad de Nueva York ha comenzado a exigir que los restaurantes y las empresas productoras de alimentos comiencen a compostar sus restos de comida. Otra instancia del progreso del compostaje es una empresa con sede en Wisconsin llamada WasteCap, que se dedica a ayudar a las comunidades locales a crear planes de compostaje. 
El desperdicio de alimentos municipales (MFW) se puede compostar para crear este producto de fertilizante orgánico, y muchos municipios eligen hacerlo citando la protección del medio ambiente y la eficiencia económica como razonamiento. El transporte y el vertido de residuos en los vertederos requiere dinero y espacio en los vertederos que tienen un espacio disponible muy limitado. 
Un municipio que eligió regular MFW es San Francisco, que exige a los ciudadanos que separen el compost de la basura por su cuenta, instituyendo multas por incumplimiento de $ 100 para hogares individuales y $ 500 para empresas. El razonamiento económico de la ciudad para este controvertido mandato está respaldado por su estimación de que una empresa puede ahorrar hasta $ 30000 anuales en costos de eliminación de basura con la implementación del compostaje requerido. El compostaje es un paso económico y ambientalmente consciente que muchos propietarios podrían tomar para reducir su impacto en los desechos de los vertederos. En lugar de que los restos de comida y los alimentos en mal estado ocupen espacio en botes de basura o apestan en la cocina antes de que la bolsa esté llena, podría ser sacada y descompuesta por gusanos y agregada a las camas de jardín.

### Digestión anaeróbica
La digestión anaeróbica produce productos gaseosos útiles y un material fibroso sólido "compostable". Las plantas de digestión anaeróbica pueden proporcionar energía a partir de los desechos al quemar el metano creado a partir de los alimentos y otros desechos orgánicos para generar electricidad, sufragar los costos de las plantas y reducir las emisiones de gases de efecto invernadero.La Agencia de Protección Ambiental de los Estados Unidos afirma que el uso de compostaje anaeróbico permite grandes cantidades de desperdicio de alimentos para evitar los vertederos. En lugar de producir estos gases de efecto invernadero en el medio ambiente desde un vertedero, los gases se pueden aprovechar alternativamente en estas instalaciones para su reutilización.
Dado que este proceso de compostaje produce grandes volúmenes de biogás, existen posibles problemas de seguridad, como explosiones e intoxicaciones. Estas interacciones requieren un mantenimiento adecuado y se utiliza equipo de protección personal. Ciertos estados de EE. UU., Como Oregon, han implementado el requisito de permisos en dichas instalaciones, en función del peligro potencial para la población y el medio ambiente circundante.
El desperdicio de alimentos que entra por las alcantarillas sanitarias de las unidades de eliminación de basura se trata junto con otras aguas residuales y contribuye al lodo.

### Residuos comerciales de alimentos líquidos
Comercialmente, el desperdicio de alimentos en forma de aguas residuales provenientes de fregaderos, lavaplatos y desagües de pisos de cocinas comerciales se recolecta en tanques de retención llamados interceptores de grasa para minimizar el flujo al sistema de alcantarillado. Estos residuos a menudo malolientes contienen residuos orgánicos e inorgánicos (limpiadores químicos, etc.) y también pueden contener gases peligrosos de sulfuro de hidrógeno. Se conoce como desecho de grasas, aceites y grasas (FOG) o más comúnmente "grasa marrón" (versus "grasa amarilla", que es aceite de freidora que se recolecta y procesa fácilmente en biodiésel) y es un problema abrumador, especialmente en Estados Unidos, por los viejos sistemas de alcantarillado. Según la EPA de EE. UU., También se producen desbordamientos de alcantarillado sanitario debido a la descarga inadecuada de FOG al sistema de recolección. Los desbordamientos descargan 3,000 millones de galones estadounidenses (11,000,000 m³) - 38,000,000 m³ de aguas residuales no tratadas (38,000,000 m³) anualmente en las vías fluviales locales, y hasta 3,700 enfermedades anualmente se deben a la exposición a la contaminación por desbordamientos de alcantarillas sanitarias en aguas recreativas.

### Desperdicio de alimentos agrícolas
Casi todos los productos globales, comidos o eliminados se cultivan con agua de riego. El agua de riego representa el sector más grande de extracción de agua en todo el mundo, y hasta el 90% del total de las extracciones de agua se destinan al uso agrícola. Los alimentos que no se comen pueden representar grandes cantidades de desperdicio de agua, siendo el desperdicio de alimentos el área más grande que el ciudadano estadounidense promedio contribuye al desperdicio de agua.

## Prevención del Desperdicio Alimentario
La meta 12.3 de los Objetivos de Desarrollo Sostenible de la ONU exige reducir a la mitad el desperdicio per cápita de alimentos a nivel minorista y de consumo para 2030, así como reducir las pérdidas de alimentos a lo largo de las cadenas de producción y suministro.
Desde 2010, se organiza la Semana Europea de la Prevención de Residuos, iniciativa cuyo objetivo es establecer estrategias para reducir el desperdicion anuial, promover e implantar durante una semana acciones de sensibilización sobre recursos sostenibles y gestión de residuos.
En mayo de 2017, el Parlamento Europeo adoptó un informe incluyendo propuestas para reducir el nivel de desperdicio alimentario de 88 millones de toneladas anuales en un 30% para 2025 y en un 50% para 2030. Los eurodiputados abogan también porque se faciliten las donaciones de alimentos y pedirán que la Comisión Europea modifique la normativa sobre el IVA, para que se permitan exenciones a las donaciones de alimentos a bancos de alimentos y otras ONG. También hicieron hincapié en la necesidad de poner fin a la confusión entre las etiquetas de consumo preferente y de fecha de caducidad. Según una encuesta Eurobarómetro de 2015, poco menos de la mitad de los ciudadanos europeos entiende la diferencia entre estas dos indicaciones.
A nivel de las grandes cadenas de distribución, se implementan unas política internas de prevención para optimizar la identificación y gestión de excedentes y para luchar contra el desperdicio apoyándose en innovaciones tecnológicas para la gestión del producto no comercializable y etiquetas para seguir la vida útil del alimento.
A nivel de cada unidad familiar, se fomentan en países europeos campañas para sensibilizar y concienciar a la sociedad sobre este problema y la necesidad de reducir el desperdicio alimentario. Esto se podría lograr al recomendar hábitos como planificar compras, conservar bien los alimentos y aprovechar las sobras. Se desarrollan también aplicaciones para permitir al sector Horeca vender su excedente diario de comida a personas a precio reducido.